# Alexander Iwanowitsch Bodunow
Alexander Iwanowitsch Bodunow (russisch Александр Иванович Бодунов; * 3. Juni 1951 in Moskau, Russische SFSR; † 11. Mai 2017) war ein russischer Eishockeyspieler und -trainer.

## Karriere
Während seiner sowjetischen Zeit spielte er bei Krylja Sowetow Moskau, HK ZSKA Moskau und HK Spartak Moskau. Insgesamt erzielte er 206 Tore in 378 Spielen in der sowjetischen Liga. Er bildete mit seinen Partnern Wjatscheslaw Anissin und Juri Lebedew eine überaus erfolgreiche Sturmreihe. Schon früh wurde er in das Team der sowjetischen Eishockeynationalmannschaft berufen. Am 6. September 1972 stand er in einem Spiel gegen Kanada im Rahmen der Summit Series 1972 zum ersten Mal für die Sbornaja auf dem Eis. Seine internationale Karriere wurde mit den Goldmedaillen bei den Eishockey-Weltmeisterschaften 1973 und 1974 gekrönt. Für die Nationalmannschaft erzielte er 23 Tore in 57 Länderspielen. Am 19. Dezember 1974 bestritt er sein letztes Länderspiel. Zuvor hatte er auch in der Summit Series 1974 zum sowjetischen Team gehört.